# الزينة (القفر)

تعديل مصدري - تعديل

الزينة محلة تابعة لقرية نجد البرح، التابعة لعزلة بني سيف السافل بمديرية القفر إحدى مديريات محافظة إب في الجمهورية اليمنية، بلغ تعداد سكانها 29 حسب تعداد اليمن لعام 2004.